# C'est la vie (film, 2020)
Pour les articles homonymes, voir C'est la vie.
Pour plus de détails, voir Fiche technique et Distribution.
C'est la vie est une comédie française réalisée par Julien Rambaldi, sortie en 2020.

## Fiche technique
- Réalisation : Julien Rambaldi
- Scénario : Julien Rambaldi et Thomas Perrier
- Photographie : Yannick Ressigeac
- Montage : Stéphane Pereira
- Son : Yves-Marie Omnes
- Décors : Alain Veissier
- Costumes : Emmanuelle Youchnovski
- Musique : Emmanuel Rambaldi
- Producteurs : Mathias Rubin et Eric Juherian
- Sociétés de production : Récifilms, Orange studio, France 2 cinéma
- SOFICA : Cofimage 30
- Société de distribution : UGC
- Pays de production :  France
- Langue originale : français
- Format : couleur
- Genre : comédie
- Durée : 103 minutes
- Dates de sortie[1] :
  - France : 30 septembre 2020 (CineComedies Festival) ; 28 juillet 2021 (en salles)
  - Espagne : 20 octobre 2020 (Festival de Cine Francés de Málaga)[2]
  - Belgique : 28 juillet 2021
  - Suisse : 28 juillet 2021 (région francophone)
  - Canada : 17 décembre 2021 (Montréal, premiere) ; 7 février 2022 (en salles)

## Distribution
- Josiane Balasko : Dominique, la sage-femme
- Léa Drucker : Manon Laval, la PDG d’Adespace qui accouche
- Alice Pol : Sophie Castro, femme qui accouche seule
- Julia Piaton : Sandrine, femme dont le père vient de mourir
- Sarah Stern : Estelle, la femme qui fait un accouchement zen
- Florence Loiret Caille : Chloé Fontaine, femme qui accouche d’un prématuré
- Mélodie Richard : Lan, femme homosexuelle qui accouche
- Nicolas Maury : Antoine Moretti, médecin débutant de la maternité
- Tom Leeb : Jérôme, arbitre, géniteur du bébé de Sophie
- Thomas Scimeca : Gaëtan, géniteur du bébé de Lan
- Fadily Camara : Clémence, compagne de Lan
- Youssef Hajdi : Nathan Laval, mari de Manon
- Antoine Gouy : Jean-Baptiste, le compagnon d’Estelle qui vient de perdre son père
- David Marsais : Guillaume Fontaine, mari de Chloé
- Anne Benoît : Mamoune, mère d’Estelle
- Jean-Luc Porraz : Dr Vidal
- Charline Paul : Corinne
- Jean-Benoît Ugeux : l'anesthésiste
- Christine Brücher : Madeleine, mère de Jean-Baptiste
- Barbara Bolotner : la contrôleuse SNCF
- Riton Liebman : Jérôme Lapin
- Anne Canovas : la maman de Sophie
- Michel Drucker : lui-même
- Benoît Allemane : le président
- Eric Franquelin : Le Premier ministre
- Jean-Louis Cassarino : Le ministre de l'économie
- Fayçal Safi : le négociateur qatari
- Franck Vallières : Commentateur foot 1
- David Lemenan : Commentateur foot 2

## Accueil

### Box-office
Avec 150 000 spectateurs, le film est sorti dans une très mauvaise période du cinéma français.

## Distinctions

### Récompenses
- Festival de Cine Francés de Málaga 2020 : prix du public[3]